# The Lorne Scots (Peel, Dufferin and Halton Regiment)
The Lorne Scots (Peel, Dufferin and Halton Regiment), littéralement « Les Écossais de Lorne (Régiment de Peel, Dufferin et Halton) », communément appelés les Lorne Scots, sont un régiment d'infanterie de la Première réserve de l'Armée canadienne. Ayant été fondé en 1866, il s'agit de l'un des plus anciens régiments des Forces armées canadiennes. Il fait partie du 32e Groupe-brigade du Canada au sein de la 4e Division du Canada et son quartier général est basé à Brampton en Ontario.
Le régiment tire ses origines de deux bataillons d'infanterie créés en septembre 1866, le 20th "Halton" Battalion of Infantry (littéralement le « 20e Bataillon d'infanterie "Halton" ») et le 36th Battalion of Infantry (« 36e Bataillon d'infanterie »), respectivement de Milton et Brampton en Ontario. En 1920, ils devinrent respectivement The Halton Rifles (« Les Fusiliers de Halton ») et The Peel Regiment (« Le Régiment de Peel »). En 1936, ils fusionnèrent pour former The Lorne Scots (Peel, Dufferin and Halton Regiment).
En plus de l'histoire de sa propre lignée, le régiment perpétue l'héritage de six bataillons du Corps expéditionnaire canadien (CEC) de la Première Guerre mondiale, les 37e, 74e, 76e, 126e, 164e et 234e Bataillon "outre-mer", CEC.

## Rôle et organisation

Insigne distinctif de la 4e Division du Canada

Tout comme c'est le cas pour les autres unités de la Première réserve de l'Armée canadienne, le rôle des Grey and Simcoe Foresters est de former des soldats afin de servir de renfort lors des opérations des Forces armées canadiennes ainsi que d'être prêts pour le service actif pour appuyer les autorités civiles lors de catastrophes naturelles dans la région locale telles que les inondations du Manitoba de 1997 et la tempête de verglas de 1998 dans l'Est de l'Ontario.
The Lorne Scots (Peel, Dufferin and Halton Regiment) sont un régiment d'infanterie du 32e Groupe-brigade du Canada, un groupe-brigade de la Première réserve de l'Armée canadienne qui fait partie de la 4e Division du Canada. Ils sont basés à Brampton, à Georgetown et à Oakville en Ontario. En 2017, le commandant du régiment est le lieutenant-colonel Duane E. Hickson.

## Histoire

### Origines et premiers conflits
Le régiment tire ses origines de deux bataillons d'infanterie, le 36th Battalion of Infantry et le 20th "Halton" Battalion of Infantry, respectivement créés le 14 septembre 1866 à Brampton et le 28 septembre 1866 à Milton en Ontario. Le 12 janvier 1872, le 20th "Halton" Battalion of Infantry fut renommé en « 20th "Halton" Battalion of Rifles » (littéralement le « 20e Bataillon de fusiliers "Halton" »). En 1879, ce dernier reçut la visite du marquis de Lorne qui est à l'origine de l'héritage écossais du régiment. En 1881, ce bataillon mis sur pied un corps de cornemuses et adopta des pantalons en tartan ainsi que des bonnets Glengarry à carreaux. Le 11 novembre 1881, il fut renommé en « 20th Halton Battalion "Lorne Rifles" » (« 20e Bataillon de Halton "Fusiliers de Lorne" »),.
Des volontaires des deux bataillons servirent au cours de la rébellion du Nord-Ouest dans l'Ouest canadien en 1885 et de la seconde guerre des Boers en Afrique du Sud au début des années 1900. Le 8 mai 1900, les deux bataillons devinrent des régiments et furent respectivement renommés en « 36th Peel Regiment » (« 36e Régiment de Peel ») et « 20th Halton Regiment "Lorne Rifles » (« 20e Régiment de Halton "Fusiliers de Lorne" »). Le 1er décembre 1909, le 20th Halton Regiment "Lorne Rifles fut renommé en « 20th Regiment, Halton Rifles » (« 20e Régiment, Fusiliers de Halton »).

### Guerre mondiales
Le 36th Peel Regiment et le 20th Regiment, Halton Rifles ne furent pas mobilisés en tant qu'unité pour servir au cours de la Première Guerre mondiale, mais leurs membres furent mobilisés pour faire partie de bataillons du Corps expéditionnaire canadien (CEC). Tout d'abord, les deux régiments fournirent 16 officiers et 404 soldats pour servir au sein du 4e Bataillon, CEC de la 1re Division du Canada. Par la suite, ils fournirent de nombreux autres soldats, principalement aux 20e, 36e, 58e, 74e, 76e et 81e Bataillon, CEC. De plus, les 126e, 164e et 234e Bataillon, CEC ont été levés exclusivement dans les comtés de Peel, de Dufferin et de Halton où se situaient les deux régiments.
Le 1er mai 1920, les numéros furent enlevés des noms des deux régiments qui devinrent alors respectivement The Peel Regiment et The Halton Rifles. Le 15 avril 1923, The Peel Regiment fut renommé en « The Peel and Dufferin Regiment » (« Le Régiment de Peel et de Duffein ») et il adopta les armoiries personnelles de sir Robert Peel, c'est-à-dire le demi lion. Le 1er novembre 1931, The Halton Rifles furent renommés en « The Lorne Rifles (Scottish) » (« Les Fusiliers de Lorne (Écossais) ») et adoptèrent le tartan et les armoiries personnelles du premier duc d'Écosse, le duc d'Argyll. Le 15 décembre 1936, les deux régiments fusionnèrent pour former The Lorne Scots (Peel, Dufferin and Halton Regiment),.
The Lorne Scots (Peel, Dufferin and Halton Regiment) ont été l'un des premiers régiments canadiens à être mobilisés pour la Seconde Guerre mondiale. Cela dit, il n'a pas servi en tant qu'unité. Ses membres formaient plutôt des pelotons de défense rattachés à des quartiers généraux. En effet, l 6 février 1941, le régiment mobilisa un bataillon qui devint le 1er Bataillon, The Lorne Scots (Peel, Dufferin et Halton Regiment), CASF tandis que le bataillon de réserve devint le 2e Bataillon. Le 1er Bataillon servait à répondre aux besoins de défense de l'Armée canadienne. Ainsi, des détachements du bataillon servirent en Méditerranée, dans le Nord-Ouest de l'Europe et au Canada. Le bataillon en service actif fut officiellement dissous le 21 février 1947.
De plus, le 1er septembre 1939, le régiment mobilisa le No 1 Infantry Base Depot, CASF(le « Dépôt de base d'infanterie No 1, FSAC » qui se rendit en Angleterre. Le 1er mai 1940, le No 1 Canadian Base Depot, CASF (« Dépôt de base canadien No 1 » a été créé et installé à Liverpool en Angleterre. Ainsi, le 11 juillet suivant, le No 1 Infantry Base Depot a été dissout. Le dépôt servait à permettre le débarquement et l'embarquement de troupes canadiennes. Il fut dissout officiellement le 18 juillet 1944.

## Honneurs de bataille
Les honneurs de bataille sont le droit donné par la Couronne au régiment d'apposer sur son drapeau consacré les noms des batailles ou des conflits dans lesquels il s'est illustré.
| Première Guerre mondiale          | Première Guerre mondiale |
| --------------------------------- | ------------------------ |
| Ypres, 1915, '17                  | Festubert, 1915          |
| Mont-Sorrel                       | Somme, 1916              |
| Arras, 1917, '18                  | Côte 70                  |
| Amiens                            | Ligne Hindenburg         |
| Poursuite vers Mons               |                          |
| Seconde Guerre mondiale           |                          |
| Sicile, 1943                      | Italie, 1943-1945        |
| Nord-Ouest de l'Europe, 1944-1945 |                          |
| Guerre d'Afghanistan              |                          |
| Afghanistan                       |                          |

## Lignée
| Avant la fusion                                                                                 | Avant la fusion                                         |
| ----------------------------------------------------------------------------------------------- | ------------------------------------------------------- |
| 36th Battalion of Infantry (14 septembre 1866)                                                  | 20th "Halton" Battalion of Infantry (28 septembre 1866) |
| 36th Battalion of Infantry (14 septembre 1866)                                                  | 20th "Halton" Battalion of Rifles (12 janvier 1872)     |
| 36th Battalion of Infantry (14 septembre 1866)                                                  | 20th Halton Battalion "Lorne Rifles" (11 novembre 1881) |
| 36th Peel Regiment (8 mai 1900)                                                                 | 20th Halton Regiment "Lorne Rifles" (8 mai 1900)        |
| 36th Peel Regiment (8 mai 1900)                                                                 | 20th Regiment, Halton Rifles (1er décembre 1909)        |
| The Peel Regiment (1er mai 1920)                                                                | The Halton Rifles (1er mai 1920)                        |
| The Peel and Dufferin Regiment (15 avril 1923)                                                  | The Lorne Rifles (Scottish) (1er novembre 1931)         |
| Après la fusion                                                                                 |                                                         |
| The Lorne Scots (Peel, Dufferin and Halton Regiment) (15 décembre 1936)                         |                                                         |
| 2nd (Reserve) Battalion, The Lorne Scots (Peel, Dufferin and Halton Regiment) (7 novembre 1940) |                                                         |
| The Lorne Scots (Peel, Dufferin and Halton Regiment) (21 février 1947)                          |                                                         |

## Perpétuations
En plus de l'histoire de sa propre lignée, The Lorne Scots (Peel, Dufferin and Halton Regiment) perpétuent l'histoire de six bataillons du Corps expéditionnaire canadien (CEC), les 37e, 74e, 76e, 126e, 164e et 234e Bataillon "outre-mer", CEC. Ils se rendirent tous en Grande-Bretagne où leur personnel servit à fournir des renforts aux troupes canadiennes au front. 
| Bataillon      | Date de création | Date de départ pour la Grande-Bretagne | Bataillon auquel le personnel a été transféré | Date de dissolution |
| -------------- | ---------------- | -------------------------------------- | --------------------------------------------- | ------------------- |
| 37e Bataillon  | 7 novembre 1914  | 27 novembre 1915                       | 39e Bataillon                                 | 21 mai 1917         |
| 74e Bataillon  | 10 juillet 1915  | 29 mars 1916                           | 50e et 52e Bataillon                          | 15 septembre 1917   |
| 76e Bataillon  | 10 juillet 1915  | 23 avril 1916                          | 36e Bataillon                                 | 17 juillet 1917     |
| 126e Bataillon | 22 décembre 1915 | 4 août 1916                            | 109e et 116e Bataillon                        | 21 mai 1917         |
| 164e Bataillon | 22 décembre 1915 | 11 avril 1917                          | 8e Bataillon de réserve                       | 29 novembre 1918    |
| 234e Bataillon | 15 juillet 1916  | 18 avril 1917                          | 12e Bataillon de réserve                      | 1er septembre 1917  |

## Traditions et patrimoine

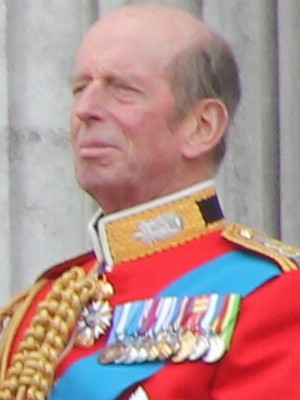
Le duc de Kent, colonel en chef des Lorne Scots (Peel, Dufferin and Halton Regiment)

Le drapeau consacré des Lorne Scots (Peel, Dufferin and Halton Regiment)

Le drapeau de camp des Lorne Scots (Peel, Dufferin and Halton Regiment)

Les traditions et les symboles des Grey and Simcoe Foresters sont les éléments essentiels à l'identité régimentaire. Le symbole le plus important est l'insigne du régiment qui est composé d'un lion d'or portant un collier d'azur chargé d'une frise de besants d'or tenant entre ses pattes une navette d'argent qui est sortant d'une torque d'argent et d'azur, sommé de la couronne royale au naturel et environné d'une guirlande de feuilles d'érable d'argent et de chardons au naturel mouvante de deux listels de sable portant les inscriptions « Air son ar dutchais » et « The Lorne Scots (Peel, Dufferin and Halton Regt ») en lettres majuscules d'argent. « Air son ar dutchais » est la devise du régiment et signifie « Pour le patrimoine » en gaélique écossais. Les chardons sont l'emblème floral de l'Écosse et le lion est repris des armoiries de sir William Robert Wellesely Peel, 1re vicomte de Peel. Un autre élément important de l'identité d'un régiment sont les marches régimentaires. Les marches des Lorne Scots sont The Campbells are Coming et John Peel.
Outre sa structure opérationnelle, le régiment possède une gouvernance cérémonielle. La position la plus importante de cette gouvernance est celle de colonel en chef. Historiquement, le colonel en chef d'un régiment était son mécène, souvent royal. Le colonel en chef des Lorne Scots est Son Altesse Royale le prince Édouard, le duc de Kent. Il a visité son régiment en 1979, en 1983 et en 1991.
The Lorne Scots (Peel, Dufferin and Halton Regiment) sont jumelés avec un régiment de la British Army, le Royal Regiment of Fusiliers. Il était auparavant jumelé avec The Lancashire Fusiliers, mais ceux-ci furent amalgamés avec d'autres régiments en 1968 pour fourmer le Royal Regiment of Fusiliers. D'ailleurs, les Lorne Scots sont l'un des rares régiments de l'Armée canadienne à porter une aigrette, plus précisément l'aigrette primevère. Cette dernière a été remise aux Lancashire Fusiliers en tant qu'honneur de bataille.